# 풍운아녀
풍운아녀(風雲兒女, Children of Trouble Time)는 중국에서 제작된 허행지 감독의 1935년 드라마 영화이다. 중화인민공화국의 국가인 "의용군진행곡의 기원이 된 것으로 유명하다.

## 같이 보기
- 중국 영화